# Oliekeerring
Een oliekeerring is een (meestal rubberen) ring die gemonteerd wordt op een as om olie die zich in het lagerhuis bevindt te beletten naar buiten te komen als de as draait.  De oliekeerring wordt ook gebruikt om vuil of water uit het lagerhuis te houden.